# 최창화
최창화(崔昌華, 1930년 9월 24일~1995년 2월 8일)은 대한민국 목사이다. 1979년, 재일교포 인권획득투쟁 전국연합회 대표로서 UN인권위원회에 ‘재일교포에 대한 인권침해 상황’을 제출하는 등, 일본 내의 재일 한국인 들의 인권 개선을 위해 활동했다.